# Fundacion Ludwig de Cuba
Die Fundacion Ludwig de Cuba (LFC) ist eine gemeinnützige, nichtstaatliche Institution mit Sitz in Havanna, Kuba, mit dem Ziel kubanische Künstler in Kuba und international zu schützen und zu fördern.

## Geschichte
Inspiriert von einer Ausstellung kubanischer Kunst in Düsseldorf begannen die deutschen Kunstmäzene und -sammler Peter und Irene Ludwig, sich für kubanische Kunst zu interessieren. Mit Hilfe von Helmo Hernández als ihrem Berater bereicherten sie ihre Kunstsammlung durch die Jahre mit Werken der Kubaner Belkis Ayón Manso, José Braulio Bedia Valdés, Los Carpinteros, Antonio Eligio Fernández, Kcho und Marta Mariá Pérez Bravo.
Die europäischen Privatsammler wollten deshalb bald auch ein Ludwig-Museum in Havanna günden. Aufgrund der damaligen Bedingungen konnte das Projekt jedoch nicht vollzogen werden, weshalb sie sich entschlossen in Havanna 1995 eine Kunststiftung zur Förderung kubanischer Kïunstler zu gründen, die erste dieser Art in Südamerika.
Als autonome, nichtstaatliche und gemeinnützige Körperschaft des öffentlichen Rechts gegründet, ist die Ludwig-Stiftung Kubas heute ein wichtiges Kunstzentrum, das dazu beiträgt, das Werk zeitgenössischer kubanischer Künstler innerhalb und außerhalb Kubas zu schützen, zu erhalten und zu fördern. Sie wird heute von der Stiftung: American Friends of the Ludwig Foundation of Cuba (AFLC) verwaltet unter der Leitung ihres derzeitigen Präsidenten Helmo Hernández.

## Ausstellungen
Die Ausstellungen und der Kulturaustausch der Stiftung haben es kubanischen Künstlern ermöglicht, wichtige Dialoge mit ihren internationalen Kollegen zu führen. Wendete sich die Institution zunächst der bildenden Kunst zu, beschäftigte sie sich bald mit Experimenten in der darstellenden Kunst. Von der Architektur bis zur Entwicklung mobiler Apps und von Theaterlesungen bis hin zum Grafikdesign arbeitet die Stiftung daran, die Arbeit aufstrebender kubanischer Künstler zu fördern und zu schützen. Sie organisiert Ausstellungen in ihrem Hauptsitz sowie in anderen Museen wie zum Beispiel der Ausstellung von der Gerardo Rueda im Convento de San Francisco in Havanna im Jahr 1999. Die Stiftung zeigt Arbeiten internationaler Künstler wie María Elena González, José Manuel Fors, Charly Nijensohn und Alberto Sarrain. Roberto Rugerio Guerrero wird als einer der vielen Künstler aufgeführt, die von der Stiftung ein Stipendium erhalten haben. Im Mai 2022 zeigte die Stiftung die Ausstellung Vest + Menté des aus Kuba stammenden Schweizer Künstlers Daniel Garbade mit Video Installationen und Werken auf Papier über seine Kubanische Herkunft. 10 Werke dieser Ausstellung wurden 2024 von der Stiftung dem Museo de Arte de Matanzas gestifted.